# Matti Salminen
Matti Salminen (ur. 7 lipca 1945 w Turku) – fiński śpiewak operowy, bas.

## Życiorys
Studiował na Akademii Sibeliusa w Helsinkach, uczył się też u Luigiego Ricciego w Rzymie. Zadebiutował na scenie w 1969 roku w operze w Helsinkach jako Filip II w Don Carlosie Giuseppe Verdiego. W latach 1972–1976 występował w operze w Kolonii. W 1973 roku debiutował w mediolańskiej La Scali (Fafner w Pierścieniu Nibelunga), w 1974 roku w Covent Garden Theatre w Londynie (Fasolt w Złocie Renu), a w 1981 roku w nowojorskiej Metropolitan Opera (Król Marek w Tristanie i Izoldzie). W 1976 roku rolą Hundinga w Walkirii debiutował na festiwalu w Bayreuth. Od 1986 roku występował także na festiwalu w Salzburgu. W latach 1992–1993 kreował rolę Filipa II w Don Carlosie na deskach Deutsche Oper Berlin. Występował również w Polsce: w 1983 roku w Teatrze Wielkim w Warszawie i w 1998 roku na festiwalu Viva il Canto w Cieszynie.
Ceniony za role w operach W.A. Mozarta, Richarda Wagnera i Giuseppe Verdiego, występował też z repertuarem oratoryjnym i pieśniarskim. Dokonał nagrań płytowych dla wytwórni Deutsche Grammophon, HMV, Decca, RCA i Philips.